# Tom van der Weerd
Tom van der Weerd (Kampen, 23 april 1995) is een Nederlandse radio-dj bij Qmusic en brandweerman. Hij verwierf bekendheid door het radioprogramma Club Ondersteboven, dat hij samen met Bram Krikke maakte op SLAM! Over zijn werk bij de brandweer in Kampen schreef hij de bestseller PRIO 1.

## Radioloopbaan

### RTV IJsselmond
Van der Weerd groeide op in Kampen en had op relatief jonge leeftijd de ambitie om dj te worden. Hij is begonnen bij RTV IJsselmond waar hij zijn eerste eigen radioprogramma getiteld WeekendTom presenteerde. WeekendTom was iedere zaterdagavond te beluisteren tussen zeven en acht.
Van der Weerd was in 2011 en 2012 dj in het glazen huis in Kampen. Samen met vier andere dj's van RTV IJsselmond haalde hij een bedrag op voor Serious Request, de jaarlijkse actie voor het Rode Kruis van radiozender 3FM.

### SLAM!
Na een stage bij Radio 538 kreeg hij een baan aangeboden als radio-dj bij de zender SLAM!. Aanvankelijk alleen als invaller bij het radioprogramma Bij Igmar, wat 'Bij Tom' werd genoemd. Eind 2017 werd youtuber Bram Krikke aangetrokken, om als sidekick naast Van der Weerd, Club Ondersteboven op SLAM! te presenteren.
Van der Weerd maakte in januari 2020 vierentwintig uur radio op zender SLAM! om stemmen te werven voor de De Gouden RadioRing onder de noemer Serious Ringquest. In totaal werd het programma twee keer genomineerd voor de prijs.

### Qmusic
Op 10 augustus 2020 maakten Van der Weerd en Krikke bekend over te stappen naar Qmusic om daar een weekendprogramma te gaan presenteren. Het programma 'Tom en Bram' is te horen sinds september 2020. Dit programma maken de twee op vrijdagavond en zaterdag- en zondagmiddag.
Iedere zaterdagnacht presenteert Van der Weerd solo de Maximum Weekend Mix.

## Brandweer
Naast zijn baan bij de radio is Van der Weerd ook brandweerman bij de brandweer in zijn woonplaats Kampen. Hierover heeft in 2024 het boek PRIO 1 uitgebracht. Het boek heeft als ondertitel De dagelijkse praktijk van een brandweerman.

## Wandelende Slijterij
Sinds 2019 had Van der Weerd zijn eigen kledinglijn. "De Wandelende Slijterij" is een bijnaam van Van der Weerd en dat bracht hem op het idee voor dit bedrijf. Buiten kleding om verkocht de Wandelende Slijterij ook allerlei soorten speciaalbier.

### Bestseller 60
| Boeken met noteringen in de Nederlandse Bestseller 60 | Jaar van verschijnen | Datum van binnenkomst | Hoogste positie | Aantal weken | Opmerkingen |
| ----------------------------------------------------- | -------------------- | --------------------- | --------------- | ------------ | ----------- |
| PRIO 1                                                | 2024                 | 01-05-2024            | 8               | 6            |             |